# 덴티스
덴티스(영어: Dentis Co., Ltd.)는 대한민국의 치과용 기자재 제조·유통 기업이다. 본사는 대구광역시 달서구 성서서로 99에 위치해 있으며 대표이사는 심기봉이다.

치과 치료에 필요한 모든 장비와 소모품들을 토탈 솔루션 패키지로 제공하고 있다

## 역사
2025년 회사가 개발한 공진주파수분석법(RFA) 치과 임플란트 고정도 측정기 ‘ChecQ(첵큐)’가 미국 식품의약국(FDA)으로부터 판매 허가를 획득했다

## 자회사
- 티에네스

## 같이 보기
- 덴티움
- 레이 (기업)

## 참고 문헌
1. ↑  원재희, 신한투자증권 COMPANY REPORT-덴티스, 2023년 3월 8일
2. ↑  김동호, 심기봉 덴티스 창업주 겸 대표이사, 비지니스포스트, 2023-11-24
3. ↑  김성운, 심기봉 덴티스 대표 “2025년에는 매출 2,000억원 목표”, 머니투데이, 2023년 10월 10일
4. ↑  양현수, 덴티스, 작년 매출액 943억…전년 比 8.3% 증가, 2024.02.16
5. ↑  2023년 6월 26일 하나증권 기업분석_IPO 주관사 Update 덴티스
6. ↑  덴티스, 美 FDA 승인…치과 주력 의료 기기 잇달아 승인 '해외 진출' 아시아경제 2025-03-24